# Lampsilis straminea ssp. straminea
Lampsilis straminea ssp. straminea је подврста класе Bivalvia која припада реду Unionoida. 

## Угроженост
Ова врста је на нижем степену опасности од изумирања, и сматра се скоро угроженим таксоном.

## Распрострањење
Ареал врсте је ограничен на једну државу. 
Сједињене Америчке Државе су једино познато природно станиште врсте.

## Станиште
Станиште врсте су слатководна подручја.